# Lista de vulcões de Honduras
Esta é uma lista de vulcões ativo e extinto de Honduras.

## Vulcões
| Nome               | Elevação | Elevação | Localização                  | Última erupção |
| Nome               | metros   | pés      | Coordenadas                  | Última erupção |
| Isla el Tigre      | 783      | 2569     | 13° 13′ 37″ N, 87° 38′ 28″ O | Holoceno       |
| Isla Zacate Grande | 640      | 2100     | 13° 20′ N, 87° 50′ O         | Holoceno       |
| Lago Yojoa         | 1090     | 3576     | 14° 59′ N, 87° 59′ O         | Holoceno       |
| Ilha Utila         | 74       | 243      | 16° 06′ N, 86° 54′ O         | Holoceno       |